# Melomys dollmani
Melomys dollmani és una espècie de mamífer rosegador de la família dels múrids. Són rosegadors de petites dimensions, amb una llargada de cap a gropa de 130 a 144 mm, una cua de 175 a 195 mm, els peus de 27 a 31 mm, i orelles de 17 a 18 mm. Viu als altiplans orientals de Papua Nova Guinea a una elevació de 1.200 msnm, i a les faldes del Mont Hagen i el Mont Sisa. És una espècie arborícola que habita boscs secundaris montans i boscs degradats, i prefereix ambients tropicals i humits. Anteriorment havia estat considerada una subespècie de M. rufescens. L'espècie fou anomenada en honor del mastòleg britànic John Guy Dollman.